# Polaris Inc.
Polaris Inc. — американський автомобільний виробник RZR, мотоциклів, снігоходів, всюдиходів і електромобілів, головний офіс якого знаходиться в Медіні, штат Міннесота, США. Компанія Polaris була заснована в Розо, штат Міннесота, де вона все ще має інженерні та виробничі потужності. Штаб-квартира компанії знаходиться в Медіні, Міннесота. Компанія виробляла мотоцикли через свою дочірню компанію Victory Motorcycles до січня 2017 року, а зараз виробляє мотоцикли через дочірню компанію Indian Motorcycle, яку вона придбала в квітні 2011 року. Polaris виробляв особисті гідроцикли з 1994 по 2004 рік. Спочатку компанія називалася Polaris Industries Inc., а в 2019 році була перейменована на Polaris Inc.
Robin (дочірня компанія Subaru Corporation) раніше розробляв і постачав двигуни для всюдиходів (ATV) і снігоходів для Polaris Inc. Починаючи з 1995 року з 4-тактним квадроциклом Polaris Magnum 425, а в 1997 році, з появою двигуна для снігоходів «twin 700», Polaris розпочала розробку та власне виробництво лінійки двигунів «Liberty», які зараз присутні в багатьох моделях по всьому світу. їхні поточні виробничі лінії. З того часу Polaris продовжує розвивати свої власні потужності з виробництва двигунів, тепер розробляючи та виробляючи всі власні силові установки, зберігаючи при цьому партнерство з Subaru.
У 2010 році компанія Polaris перевела частину зборки універсалів і спортивних автомобілів до Мексики. Компоненти виробляються в Оцеолі, штат Вісконсін, а складання автомобіля здійснюється в Розо, штат Міннесота. Переважна більшість силових агрегатів і автомобілів для лінійки позашляховиків виробляються на заводах в Оцеола та Розо, відповідно. Обидва бренди мотоциклів Victory і Indian виробляються в США, а повні силові агрегати та транспортні засоби збираються в Оцеолі, штат Вісконсін, і Спіріт-Лейк, штат Айова, відповідно.

## Історія

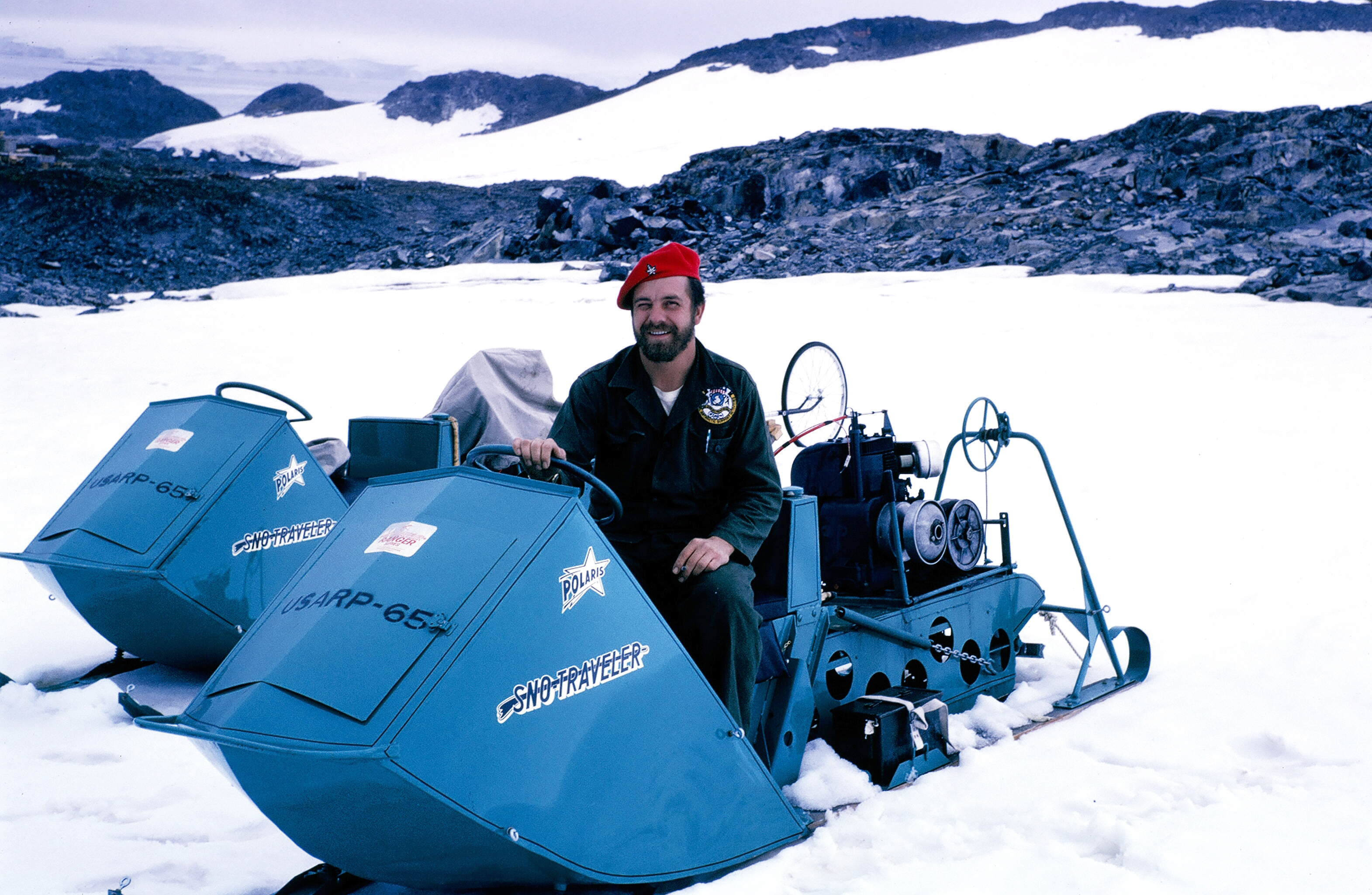
Полярний сніговий мандрівник (1965)

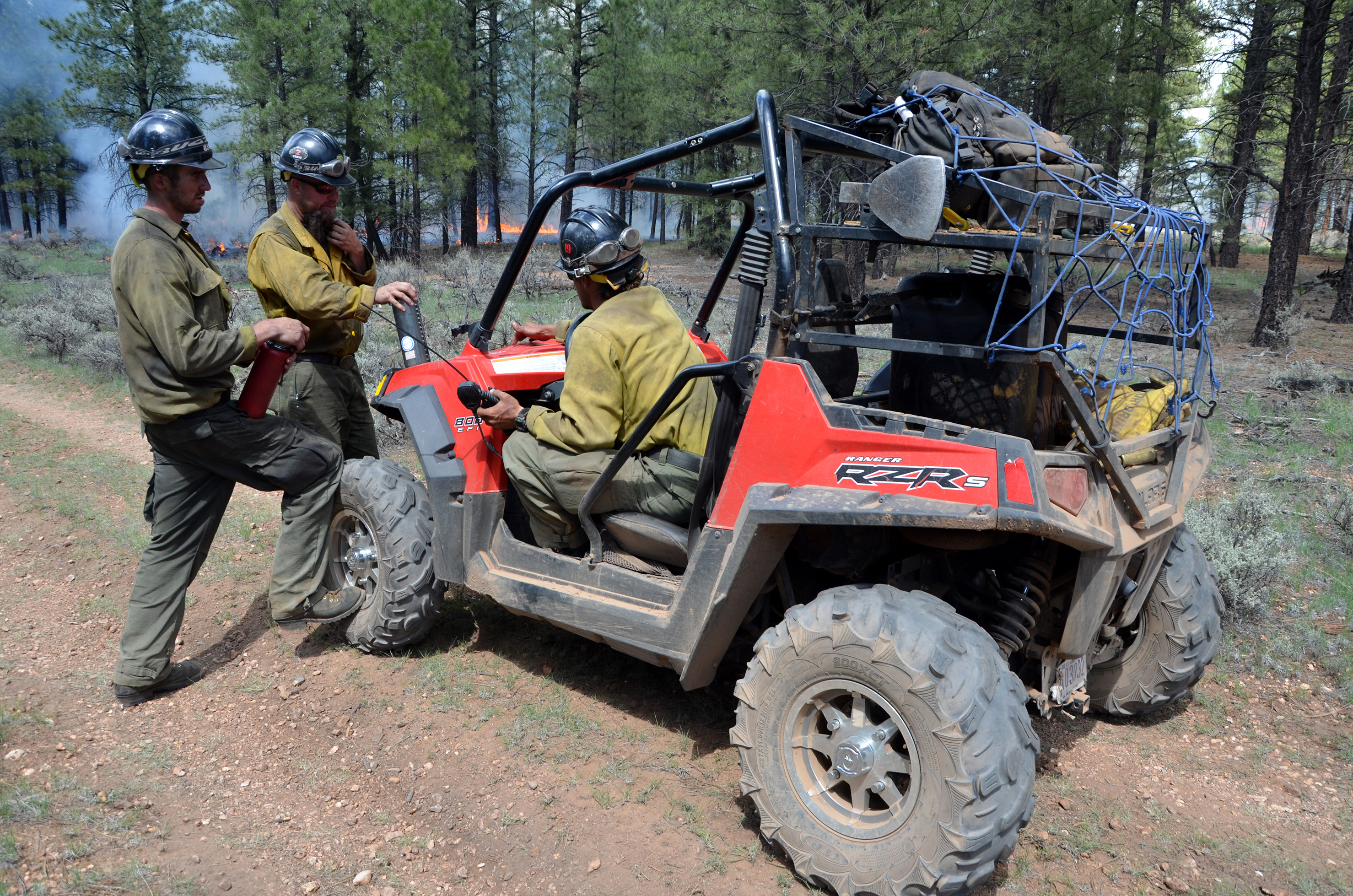
Квадроцикл Polaris RZR використовувався пожежниками в Національному лісі Кайбаб

Едгар Геттін (пізніше названий Залом слави снігоходів у Сент-Жермені, штат Вісконсін, як батько снігоходів), Девід Джонсон і брат Едгара Аллан Геттін були партнерами в компанії «Hetteen Hoist and Derrick» у Розо, штат Міннесота. Едгар кинув школу після восьмого класу в 1934 році. Девід Джонсон і співробітники компанії Пол Кнохенмус і Орлен Джонсон, який був першим, хто їздив на Polaris, вирішили створити автомобіль, який міг би їздити по снігу. Основним призначенням цих транспортних засобів було зробити місця полювання більш доступними. Девід Джонсон і кілька співробітників створили прототип у 1954 році, коли Едгар був у відрядженні. Едгар повернувся до Розо, щоб виявити снігову машину, і був розлючений, що співробітники витратили свій час і ресурси компанії на машину. Ця перша машина використовувала конвеєрну стрічку зернового силосу як гусеницю, двигун Briggs and Stratton і старий бампер Chevy для лиж. Едгар скептично поставився до його вартості, і невдовзі сани № 1 були продані власнику лісозаводу Розо «Срібний Піт» Х. Ф. Петерсону за 465 доларів, щоб покрити зарплату компанії.
На початку 1980-х років компанія Polaris почала створювати снігохід у стилі Indy з IFS і більш широкою стійкою. Вони продовжили сани в стилі Indy у 90-х роках із лініями Storm, XLT, XCR, Ultra, RMK і Trail, протягом останніх кількох років Polaris знову ввів назву моделі INDY. У 1985 році Polaris представила Scrambler ATC і Trail Boss, які вважаються першими американськими серійними всюдиходами (ATV). На початку 1990-х Polaris представила Polaris Rocky Mountain King (RMK) - снігохід, призначений для гірської місцевості. У травні 2009 року Polaris оголосила про створення підрозділу On-Road Vehicle Division. Новий підрозділ буде присвячений розвитку мотоциклів Victory та інших дорожніх продуктів і брендів. У 2010 році Polaris представила снігохід Polaris Rush, який мав нову систему підвіски та кращі можливості керування дорогою. Цей снігохід також доступний з ретро-графікою на моделях Rush і Iq. Наприкінці 2005 року Polaris оголосила, що придбає частину KTM Motorcycles. Завдяки цьому підприємству KTM розробив власний квадроцикл, а Polaris розробив спортивні квадроцикли, які використовують силові установки KTM 525 і 450.

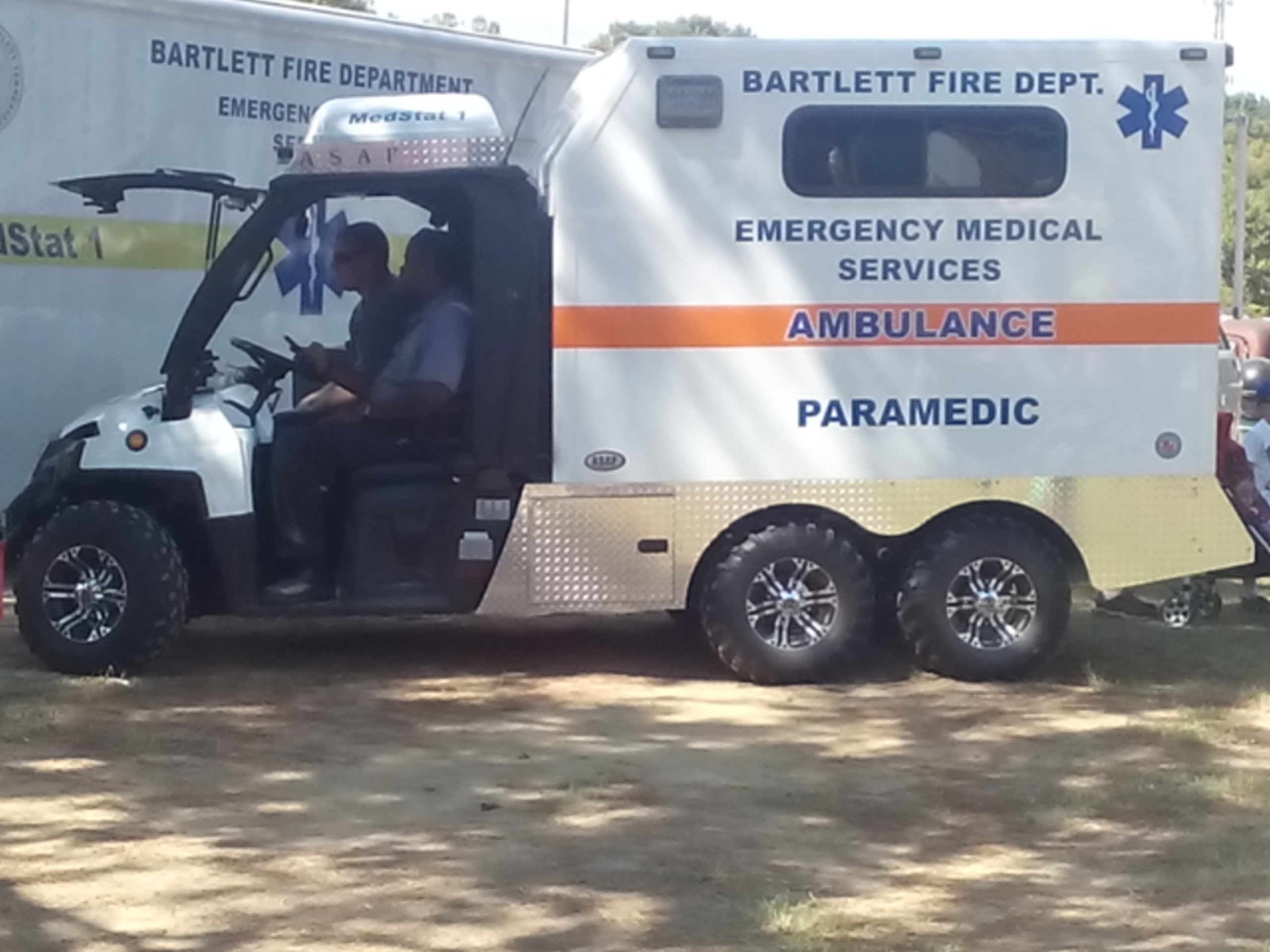
Polaris Ranger, модифікований як автомобіль швидкої допомоги

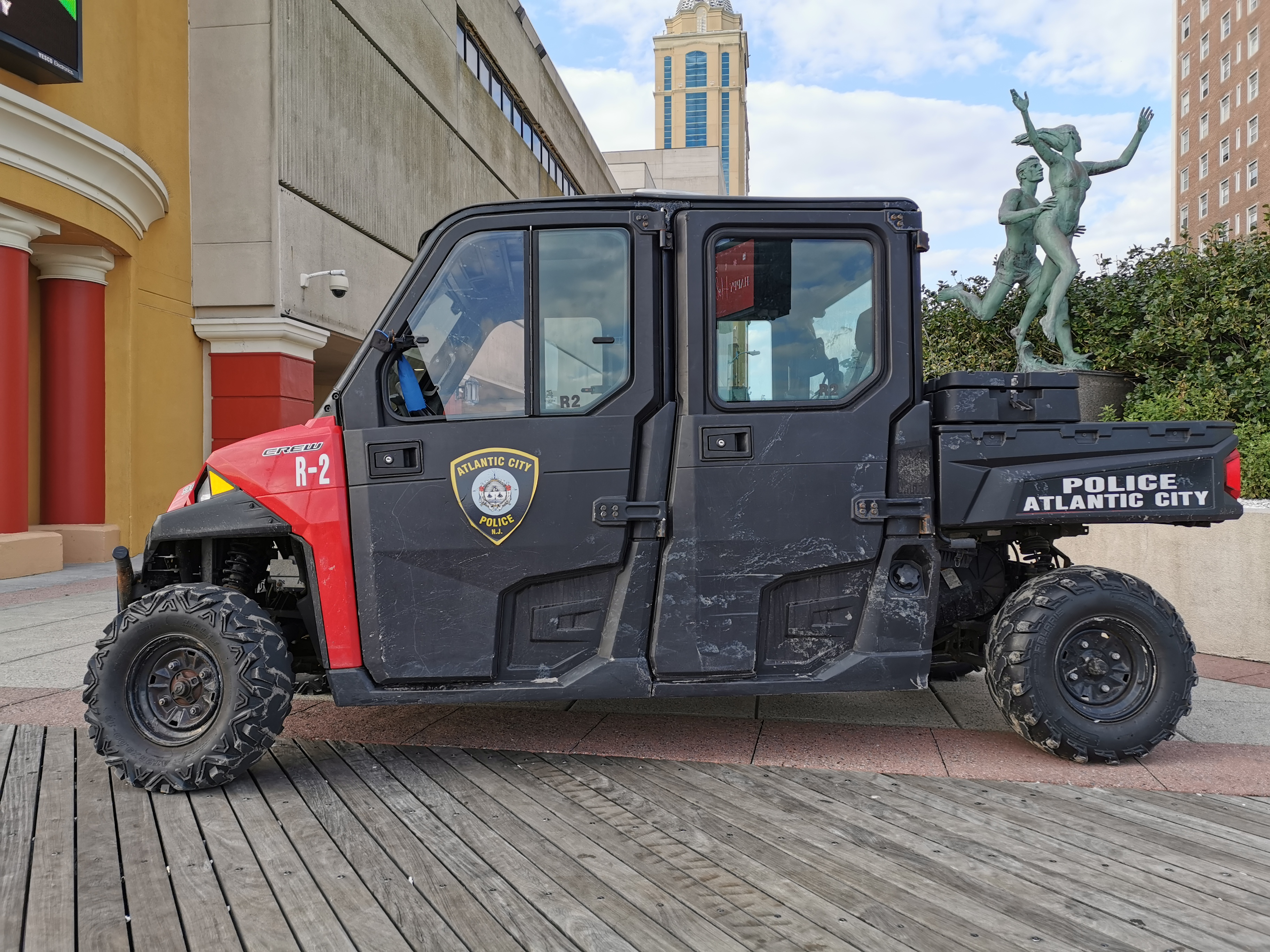
Рейнджер Polaris патрулює набережну Атлантик-Сіті під керівництвом Департаменту поліції Атлантик-Сіті.

11 квітня 2013 року Polaris оголосила про придбання Aixam-Mega, французького виробника квадроциклів.

## Перегони
Polaris Racing є однією з чотирьох великих заводських гоночних команд на трасі снокросу Всесвітньої силової спортивної асоціації (WPSA). З 44 підписаними гонщиками вони також беруть участь у перегонах Hill Cross, Oval Track Racing і Cross Country Racing. Команда Polaris Racing Team виграла 8 різних чемпіонатів у сезоні 2006–2007. Арнар Гуннарссон (№26) виграв Pro Open, Ґусті (№10) виграв Pro Stock, Клара Бьорк (№89) виграла професійні жінки в Ісландії, TJ Gulla (№44) виграв WPSA Pro Stock Championship, Рос Мартін (№837) ) виграла Відкритий чемпіонат WPSA Pro, а Кайлі Абрамсон (№87) виграла Чемпіонат WPSA Pro серед жінок. Гейб Банке (№74) виграв чемпіонат USCC Pro 600 Class Championship і USCC Pro Open Class. Дастін Вал (№74) виграв чемпіонат Pro Ice 440, чемпіонат Pro Ice Formula та відкритий чемпіонат Millennium 600, а Джон Сайр III (№99) виграв чемпіонат USCC Pro 700 у 2004 році. Більшість усіх гонщиків Polaris Racing їздять на IQR 440, 600 або 700 Racer, залежно від класу та події. Polaris має найбільше перемог у найдовшій у світі гонці на снігоходах, Iron Dog — 2000-мильній гонці через Аляску.

## Уряд і оборона Polaris

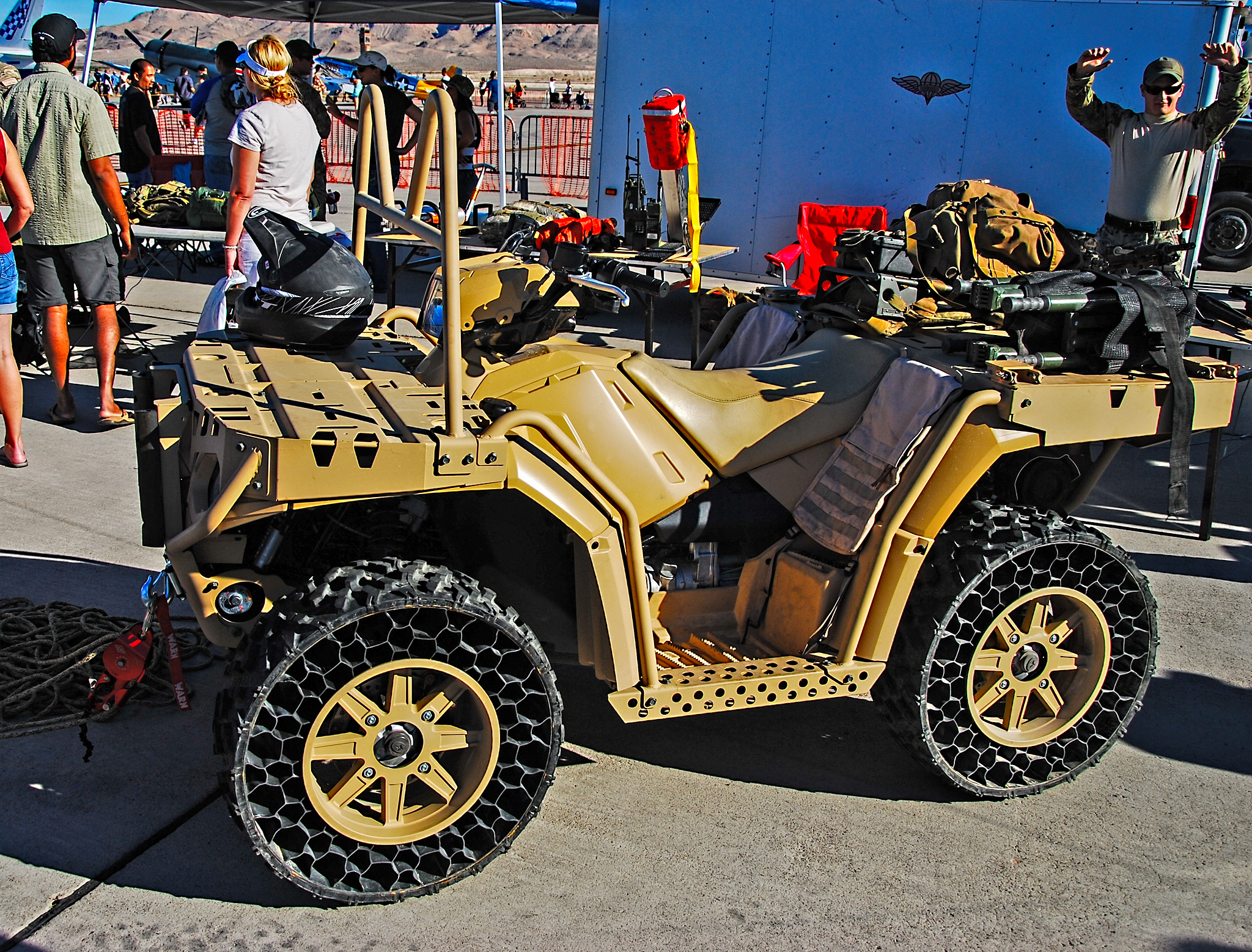
Місткий Sportsman MV850 є найменшим військовим транспортним засобом Polaris і має вантажопідйомність 850 фунтів.

Уряд і оборона Polaris (раніше Polaris Defense) є підрозділом Polaris Industries, заснованим у 2005 році та зміненим у 2017 році. Підрозділ був створений після багатьох років успішного впровадження позашляховиків компанії на ТВД. Підрозділ виробляє ряд транспортних засобів для обслуговування Сполучених Штатів і союзних сил. Продукти включають платформу MRZR, MVRS, MV700, RZR-SW і DAGOR.

### MRZR
У листопаді 2016 року Корпус морської піхоти США підписав контракт з компанією Polaris на постачання 145 квадроциклів MRZR-D на суму 6,5 млн доларів. Ця машина під назвою Utility Task Vehicle (UTV) є версією транспортного засобу, який вже використовується Командуванням спеціальних операцій США, але розроблений як дизельний двигун і може працювати на паливі JP-8. Морські піхотинці придбали неброньовані квадроцикли, тому що вони можуть поміститися в MV-22 Osprey, що дозволяє їх розгортати з великих відстаней, забезпечувати матеріально-технічну підтримку наземних бойових підрозділів, допомагаючи їм подорожувати та транспортувати запаси швидше та легше, ніж раніше пішки. Транспортні засоби можуть перевозити чотирьох солдатів і мають невелику вантажну платформу, здатну перевозити 680 кг., корисного навантаження. На один стрілецький полк планується поставити 18 МРЗР-Д. Транспортні засоби мають бути поставлені з кінця січня до квітня 2017 року.

### DAGOR
DAGOR (Deployable Advanced Ground Off-road) — це спеціально сконструйована надлегка бойова машина, розроблена та виготовлена компанією Polaris Defense, щоб задовольнити потреби легкої піхоти та сил спеціальних операцій у легкій мобільності, включаючи готові військові комерційні засоби (COTS) компоненти та система трансмісії.
DAGOR був розроблений за контрактом підрозділами Командування спеціальних операцій США (SOCOM), Командування сил спеціальних операцій Канади (CANSOFCOM) і міжнародних замовників Сил спеціальних операцій (SOF). Конструкція з використанням компонентів (COTS) дозволяє закуповувати запчастини по всьому світу. Автомобіль виробляється компанією Roush Industries зі штату Мічиган. Поставки розпочалися в листопаді 2014 року з п’ятнадцяти машин для використання Командуванням спеціальних операцій Сполучених Штатів, у січні 2015 року з п’ятьма машинами для Австралійського спеціального авіаційного полку (SASR) на випробування та поставки були завершені. заплановано в Об’єднаних Арабських Еміратах (ОАЕ) у квітні 2015 року. У грудні 2016 року командування сил спеціальних операцій Канади оголосило, що було укладено контракт на придбання 52 ULCV з можливістю закупівлі додаткових 26 машин протягом дворічного періоду. У липні 2017 року командування Сил спеціальних операцій Канади скористалося можливістю закупити ще 10 ULCV, довівши загальну кількість ULCV за цим придбанням до 62.